# 顾晓阳
顾晓阳，中国当代作家。

## 生平
生于北京。1982年毕业于中国人民大学中文系，任电影杂志社编辑，1987年赴日本留学，1990年移居美国。著有长篇小说《洛杉矶蜂鸟》（1997年）、《收费风景区》（2003年）。电影剧本《不见不散》（1998年）。执导电视剧《花开也有声》（2002年）。